# Hercegovac
Hercegovac – wieś w Chorwacji, w żupanii bielowarsko-bilogorskiej, siedziba gminy Hercegovac. W 2011 roku liczyła 1058 mieszkańców.